# District historique de More Hill
Le district historique de More Hill – ou More Hill Historic District en anglais – est un district historique sur l'île de Saint John, dans les îles Vierges des États-Unis. Protégée au sein du parc national des îles Vierges, cette ancienne plantation de coton est inscrite au Registre national des lieux historiques depuis le 23 juillet 1981.